# Євгеніуш Кулага
Євгеніуш Роман Кулага (пол. Eugeniusz Roman Kułaga; 1 листопада 1925, Обі — 20 січня 1990, Варшава) — польський дипломат. Постійний представник Польщі при Організації Об'єднаних Націй у Нью-Йорку (1969—1975). Заступник міністра закордонних справ (1975—1980).

## Життєпис
Народився 1 листопада 1925 року в Обі. У 1958 році закінчив дипломатично-консульський факультет Головної школи закордонної служби.
Член Польської робітничої партії (з 1945), Союзу бойової молоді (1946—1947), Союзу польської молоді (1947) та Польської об'єднаної робітничої партії. У 1944—1946 роках — член Комуністичної молоді Франції та Спілки польської молоді «Грюнвальд». У 1946 році почав працювати в Генеральному консульстві Республіки Польща в Парижі. Був співробітником Управління зв'язку МЗС Польщі (1946—1947). У 1947—1949 рр. працював у посольстві Польщі у США, у дипломатичному протоколі МЗС Польщі (1949—1950). З 1950 року дипломатичні роботі у посольстві у Великій Британії. У 1955—1956 рр. працював у Міжнародній комісії з нагляду та контролю у В'єтнамі та Лаосі. У 1960-х роках він був у Гані. Постійний представник Польщі при Організації Об'єднаних Націй в Нью-Йорку (1969—1975). З 12 січня 1975 по 22 жовтня 1980 р. — заступник держсекретаря Міністерства закордонних справ. З 20 листопада 1980 по 7 грудня 1984 рр. був Надзвичайним і Повноважним Послом Польщі у Франції.
20 січня 1990 року помер, був похований на Військові Повонзки кладовищі у Варшаві.